# Григорий (Византия)
Вижте пояснителната страница за други личности с името Григорий.
Григорий е екзарх на Картаген през VII век. Възглавява бунт срещу император Констант II, който издава Типоса. Загива в битка с арабите през 648 година.